# Șîrokîi Lan, Melitopol
Șîrokîi Lan (în ucraineană Широкий Лан) este un sat în comuna Promin din raionul Melitopol, regiunea Zaporijjea, Ucraina.

## Demografie
Componența lingvistică a localității Șîrokîi Lan
     Rusă (69,75%)
     Ucraineană (26,43%)
Conform recensământului din 2001, majoritatea populației localității Șîrokîi Lan era vorbitoare de rusă (69,75%), existând în minoritate și vorbitori de ucraineană (26,43%).